# Roman Ungern von Sternberg
Roman Nickolaus Maximillian von Ungern-Sternberg, född 22 januari 1886 n.s. i Graz i Österrike, död 15 september 1921 i Novosibirsk, var en tysk-baltisk baron. Han uppträdde som självständig krigsherre under ryska inbördeskriget, i ett försök att införa ett självständigt pan-mongolistiskt rike i Mongoliet och territorier öster om  Bajkalsjön.
Under 1920-talet kom denne ryske krigsherre att erövra Mongoliet, med en fallfärdig armé av ryskt och mongoliskt kavalleri.

## Biografi

### Uppväxt och familjeförhållanden
Roman von Ungern-Sternberg föddes i en adlig luthersk familj i Österrike och växte efter föräldrarnas skilsmässa och faderns (Theodor Leonhard Rudolph von Ungern-Sternberg) förpassande till mentalsjukhus upp på ett gods utanför Tallinn (Reval), Estland (då en del av det ryska imperiet) tillsammans med sin mor Sophie Charlotte, född von Wimpffen, och sin styvfar baron Oskar von Hoyningen-Huene. Efter officersexamen ifrån Pavlovsk, militärskola i Sankt Petersburg, tjänstgjorde han i Sibirien där han trollbands av de nomadiska mongolerna och burjaternas livsstil.

### Första världskriget
Under första världskriget kämpade Ungern von Sternberg i Galizien. Under kriget ansågs han av överordnade befäl förvisso vara en mycket modig, men något vårdslös och psykiskt instabil person. General Wrangel har i sina memoarer skrivit att han var rädd för att främja von Ungern-Sternbergs karriär som dennes brutala drag lyste igenom mer än vad som var brukligt inom officerskåren vid denna tid. Efter den ryska revolutionens början i februari 1917 skickades han av den provisoriska regeringen till ryska Fjärran Östern under befäl av Grigorij Semenov för att skapa och upprätthålla en militär närvaro.

### Under ryska revolutionen, 1917
Efter den bolsjevikledda oktoberrevolutionen 1917, kom Semenov och hans högra hand, Ungern von Sternberg att resa sina vapen emot de röda revolutionära styrkorna. Semenov, som stöddes av den japanska regimen, utsåg Ungern von Sternberg till guvernör över det stora området öster om och bortom Bajkalsjön vilket kallades Daurien. Under de följande månaderna kom Ungern von Sternberg att utmärka sig för extrem grymhet mot lokalbefolkningen, tillfångatagna judar och mot sina underställda. Han fick öknamnet ”Den blodige baronen”. Ungern von Sternberg blev också känd som "Den galne baronen" på grund av sitt mycket excentriska beteende. Semenov och Ungern von Sternberg var inte, trots att de var uttalade antibolsjeviker, någon del av den vita kontrarevolutionen och de vägrade att erkänna amiral Aleksandr Koltjak som nominell ledare för de vita. Istället förde de en egen kamp understödda av japanska vapen och pengar. Den japanska avsikten var att bilda en marionettstat i ryska Fjärran Östern ledda av Semenov. För de vitas ledare, som trodde på "Ryssland stark och odelbar", var detta högförräderi.
Ungern von Sternbergs armé bestod av en blandning av ryska trupper, de Transbajkalska kosacktrupperna och nomadfolk från Burjatien. Flera författare, såsom Robert de Goulaine och Hugo Pratt, kallar Ungern von Sternbergs enhet "Den vilda divisionen", även om det är oklart om detta namn någonsin användes av Ungern von Sternberg eller andra samtida. Förbandsenheten den "Första Asiatiska kavalleridivisionen" förefaller vara den använda benämningen på Ungerns von Sternbergs enhet. ”Den vilda divisionen” hänvisar mer korrekt till kaukasiska truppförband i den ryska kejserliga armén, som kämpade i första världskriget och senare, efter den ryska revolutionen mot bolsjevikerna.
Ungern von Sternbergs enheter plundrade de vitas leveranståg minst lika ofta som de röda. Eftersom de vitas anförare amiral Koltjak hade sin bas för verksamheten i centrala Sibirien, och Semenov och Ungern von Sternberg opererade till öster om Koltjak, i Transbajkalområdet, kom deras angrepp på västgående leveranståg från Vladivostok på transsibiriska järnvägen att hindra Koltjaks verksamhet i Uralbergen. Särskilt judiska handelsmän löpte risk att bli avrättade då tågen stoppats.

### Uppbrottet ifrån den vita armén, 1920
År 1920 skildes Ungern von Sternberg helt från Semenov och blev en oberoende och självständig krigsherre. Han ansåg att monarki var det enda samhällssystem som kunde rädda den västerländska civilisationen från korruption och självförstörelse. Han försökte därför återställa Qingdynastin till den kinesiska tronen, för att senare kunna förena samtliga Fjärran österns länder under denna dynasti. Sedan 1919 hade Mongoliet varit ockuperat av kinesiska republikanska styrkor. Ungern von Sternberg fick låna trupper av dåvarande Dalai Lama, vilken också hotades av kinesisk ockupation. I slutet av 1920 till början av 1921 ockuperade Ungern von Sternbergs trupper Mongoliet på inbjudan av den fördrivna mongoliske civile och religiöse ledaren gud-kungen Bogd Khan. I januari 1921 anföll Ungern von Sternbergs armé huvudstaden Urga (nuvarande Ulan Bator) flera gånger, men slogs varje gång tillbaka med stora förluster. Ungern von Sternberg beordrade slutligen sina trupper att tända ett stort antal lägereldar på kullarna runt huvudstaden Urga och denna krigslist övertygade de kinesiska trupperna att staden var omgiven av en överväldigande armé. Efter en massiv batalj i februari 1921 kördes så den siste kinesiske soldaten ut från huvudstaden. Krigsfångarna avrättades under, till och med för den tiden, osedvanliga grymheter. Egna trupper kunde också råka ut för Ungern von Sternbergs slumpmässiga bestraffningar och avrättningar.

### Diktator i Mongoliet, 1921
Den 13 mars 1921 proklamerades Mongoliet som en självständig stat och monarki under Ungern von Sternbergs diktatur. Ungern von Sternbergs politiska och religiösa övertygelse kännetecknades av en blandning av mysticism, buddhism och lokala mongoliska religioner i kombination med stark rysk nationalism och antisemitism, där Ungern von Sternberg inte bara av vissa mongoler utnämndes till gud utan betraktades vara Gengis Khans reinkarnation på jorden. Hans styre – formellt underställt den levande gud-kungen Bogd Khan – kännetecknades av godtyckliga plundringar, avrättningar och terror. Baron Ungern von Sternberg var besatt av sin roll i världshistorien, vilket han ansåg var att återinsätta tsar Nikolaj II:s bror, Michael (som faktiskt redan hade dödats av bolsjevikerna) och att återupprätta Gengis Khans ära samt återupprättande av Bogd Khan. Ungern von Sternberg ville bekämpa det han ansåg vara västerländsk dekadens och levde själv ett asketiskt liv utan rikedomar, trots att han kunde plundrat till sig materiella ägodelar under sitt krigande. Han sökte vägledning hos lamamunkar vissa tillfällen under krigandet. Ungern von Sternberg var alltid beväpnad med en särskild mongolisk piska som han använde för att prygla de han såg "gjorde fel". Som person var han både religiös mystiker och romantiker men också en brutal krigare och bödel.

### Slutet
Den sovjetiska Röda armén hade konsoliderat sina ställningar och kunde skicka frigjorda styrkor ledda av den mongoliske ledaren Damdin Sükhbaatar att ta itu med Ungern von Sternbergs regim. Den 21 maj 1921 försökte Ungern von Sternberg invadera sovjetiskt territorium nära Troitskosavsk. Efter inledande framgångar i maj och juni besegrades så Ungern von Sternbergs styrkor (2 500 man) under en sovjetisk (15 000 man) motoffensiv den 17 juli. "Den galne baronen" överlämnades slutligen till Sovjets Röda Armé av baronens egna styrkor den 21 augusti 1921. Efter en snabb militär tribunal hållen av Tjekan avrättades Ungern von Sternberg framför en exekutionspluton i Novonikolajevsk (nu Novosibirsk i Ryssland). 
Ungerns styre demoniserades under Sovjettiden. I Mongoliet avrättades 100 000 människor under 30- och 40-talen (tiotusentals av dessa var munkar) av Sovjet och Sovjet spred samtidigt vidare Ungern von Sternbergs rykte som den galna baronen.

## Populärkulturen
- Roman Ungern von Sternberg är prototypen för skurken, "Baron Ugenberg", i historiespelet "Iron Storm", där han styr ett pan-ryskt mongoliskt imperium under första världskriget som sträcker sig ända till 1960
- Roman Ungern von Sternberg förekommer i Hugo Pratts serieroman Corto Maltese i Sibirien (den ursprungliga italienska titeln: Corte sconta detta Arcana).
- Baron Ungern förekommer också i den moderna ryska romanen Чапаев и Пустота (övers. till engelska som "Chapayev and Void") av Viktor Pelevin. Han skildras där som härskaren i "Inre Mongoliet".
- Under nazisttiden i Tyskland var det stående skämtet angående Baron Ungern von Sternbergs namnbyte "Er heisst ungern von Sternberg" (han heter ogärna Sternberg (vilket låter som ett judiskt namn) som hänvisning till dennes välkända och uttalade antisemitism.
- I det populära moddet Kaiserreich till Hearts of Iron IV och Hearts of Iron II så är Roman Unger von Sternberg ledare över Mongoliet